# Suseni (Mureș)
Suseni (Hongaars: Marosfelfalu) is een comună in het district Mureş, Transsylvanië, Roemenië. Het is opgebouwd uit twee dorpen, namelijk:
- Luieriu
- Suseni (Hongaars: Marosfelfalu)

## Demografie
De comună heeft 2.422 inwoners: 1502 (62%) Roemenen, 702 (29%) Hongaren en 218 (9%) Roma.